# 30〜トリビュート・コンサート (アルバム)
『30〜トリビュート・コンサート』（The 30th Anniversary Concert Celebration）は、1993年にリリースされた2枚組ライブ・アルバム。ボブ・ディランのレコード・デビュー30周年を記念して、フォーク、カントリー、ロックといったジャンルからベテラン、新人を問わず数多くのアーティストがディランの楽曲を演奏した1992年10月16日ニューヨーク、マディソン・スクエア・ガーデンで行われたライブを記録している。
ビルボード200チャートで最高40位、日本のオリコンで64位 を記録した。

## 概要
ビデオも、同時期に発売され、"Gotta Serve Somebody", "War", "Boots of Spanish Leather", "Love Minus Zero/No Limit"が追加収録。リハーサル風景の抜粋も収録され本演奏されることのなかった"It Takes A Lot To Laugh, It Takes A Train To Cry", "I Believe In You"などが垣間見える。ただし、テレビ放送された"Wanted Man", "I Want You", "If Not For You","Song To Woody"は未収録。また、ハウスバンドによるオープニングアクトの"Lay Lady Lay","From A Buick 6", "See That My Grave Is Kept Clean"も未収録。CD、ビデオともに容量の制約により若干、曲順が変えられている。
「北国の少女」の原題 "Girl From the North Country" はこのアルバムに限り、"Girl of the North Country" と表記されている。
PVとして"My Back Pages"が作られたが、ディランが元メロディを崩して歌い出すとトム・ペティとG. E. スミスが顔を見合わせ苦笑いする場面が観客の場面に差し替えられている。

## 収録曲
全曲ボブ・ディラン作詞・作曲

### Disc 1
1. ライク・ア・ローリング・ストーン - Like a Rolling Stone – 6:53
ジョン・クーガー・メレンキャンプ
2. ヒョウ皮のふちなし帽 - Leopard-Skin Pill-Box Hat – 4:20 
ジョン・クーガー・メレンキャンプ
3. クリス・クリストファーソンによる紹介 - Introduction by Kris Kristofferson – 0:55
4. 風に吹かれて - Blowin' in the Wind – 8:53 
スティーヴィー・ワンダー
5. FOOT OF PRIDE - Foot of Pride – 8:47
ルー・リード
6. 戦争の親玉 - Masters of War – 5:06
エディ・ヴェダー、マイク・マクレディ（Mike McCready）
7. 時代は変る - The Times They Are A-Changin' – 3:01
トレイシー・チャップマン
8. 悲しきベイブ - It Ain't Me Babe – 3:50
ジューン・カーター・キャッシュ、ジョニー・キャッシュ
9. フォワット・ワズ・イット・ユー・ウォンテッド - What Was It You Wanted? – 5:47
ウィリー・ネルソン
10. アイル・ビー・ユア・ベイビー・トゥナイト - I'll Be Your Baby Tonight – 3:04
クリス・クリストファーソン
11. 追憶のハイウェイ61 - Highway 61 Revisited – 5:05
ジョニー・ウィンター
12. セヴン・デイズ - Seven Days – 5:26
ロン・ウッド
13. 女の如く - Just Like a Woman – 5:50
リッチー・ヘブンス
14. 船が入ってくるとき - When the Ship Comes In – 4:23
クランシー・ブラザーズ（The Clancy Brothers）、ロビー・オコネル（Robbie O'Connell）、特別ゲスト: トミー・メイケム（Tommy Makem）
15. どこにも行けない - You Ain't Going Nowhere – 3:52
ロザンヌ・キャッシュ（Rosanne Cash）、メアリー・チェイピン・カーペンター（Mary Chapin Carpenter）、ショーン・コルヴィン

### Disc 2
1. 親指トムのブルースのように - Just Like Tom Thumb's Blues – 5:38
ニール・ヤング
2. 見張塔からずっと - All Along the Watchtower – 6:20 
ニール・ヤング
3. アイ・シャル・ビー・リリースト - I Shall Be Released   – 4:26
クリッシー・ハインド
4. くよくよするなよ - Don't Think Twice, It's All Right – 6:09 
エリック・クラプトン
5. エモーショナリィ・ユアーズ - Emotionally Yours – 5:43
オージェイズ
6. マスターピース - When I Paint My Masterpiece – 4:23
ザ・バンド
7. アブリュトリー・スイート・マリー - Absolutely Sweet Marie – 4:43
ジョージ・ハリスン
8. ライセンス・トゥ・キル - License to Kill – 4:52 
トム・ペティ&ザ・ハートブレイカーズ
9. 雨の日の女 - Rainy Day Women #12 & 35 – 4:44 
トム・ペティ&ザ・ハートブレイカーズ
10. ミスター・タンブリン・マン - Mr. Tambourine Man – 4:10
ロジャー・マッギン with トム・ペティ&ザ・ハートブレイカーズ
11. イッツ・オールライト・マ - It's Alright, Ma (I'm Only Bleeding) – 6:21
ディラン
12. マイ・バック・ページズ - My Back Pages – 4:39
ディラン、ロジャー・マッギン、トム・ペティ、ニール・ヤング、エリック・クラプトン、ジョージ・ハリスン
13. 天国への扉 - Knockin' on Heaven's Door – 5:38
全員
14. 北国の少女 - Girl from the North Country – 5:12
ディラン

## リリース
日本
| 日付          | レーベル | 規格 | カタログ番号   | 付記         |
| ------------- | -------- | ---- | -------------- | ------------ |
| 1993年9月15日 | ソニー   | 2CD  | SRCS-6793･6794 | オリコン64位 |